# Genevieve Armstrong
Genevieve Armstrong (ur. 16 czerwca 1988 w Taurandze) – nowozelandzka wioślarka.

## Osiągnięcia
- Mistrzostwa Świata Juniorów – Amsterdam 2006 – czwórka podwójna – 2. miejsce[1].
- Mistrzostwa Świata U-23 – Glasgow 2007 – czwórka podwójna – 10. miejsce[1].
- Puchar Świata 2009:
  - II etap: Monachium – czwórka podwójna – 3. miejsce[1].
  - III etap: Lucerna – czwórka podwójna – 3. miejsce[1].
- Mistrzostwa Świata – Poznań 2009 – czwórka podwójna – 7. miejsce[1].